# Bezirk Karl-Marx-Stadt

Länet Karl-Marx-Stadts läge i DDR

Bezirk Karl-Marx-Stadt var ett län i Östtyskland med dåvarande Karl-Marx-Stadt, idag åter Chemnitz, som huvudort. Länet hade en area av 6 009 km² och 1 859 525 invånare (31 december 1988).

## Historia
Det grundades, tillsammans med övriga 13 östtyska län (Bezirk), 25 juli 1952 varvid de tidigare tyska delstaterna i Östtyskland upphörde. I samband med Tysklands återförening avvecklades distriktet och området blev en del av förbundslandet Sachsen.

## Administrativ indelning
Länet Karl-Marx Stadt delades in i stadskretar (tyska:’’Stadtkreise’’) och tjugoett distrikt/kretsar (tyska:Kreise):

### Stadskretsar i Bezirk Karl-Marx-Stadt
- Karl-Marx-Stadt
- Plauen
- Zwickau
- Johanngeorgenstadt (stadskrets fram till den 20 juni 1957)
- Schneeberg (stadskrets fram till den 23 november 1958)

### Distrikt i Bezirk Karl-Marx-Stadt
| Distrikt (Kreis)           | Huvudort             |
| Kreis Annaberg             | Annaberg-Buchholz    |
| Kreis Aue                  | Aue                  |
| Kreis Auerbach             | Auerbach             |
| Kreis Brand-Erbishof       | Brand-Erbishof       |
| Kreis Flöha                | Flöha                |
| Kreis Freiberg             | Freiberg             |
| Kreis Glauchau             | Glauchau             |
| Kreis Hainichen            | Hainichen            |
| Kreis Hohenstein-Ernstthal | Hohenstein-Ernstthal |
| Kreis Karl-Marx-Stadt-Land | Karl-Marx-Stadt      |
| Kreis Klingenthal          | Klingenthal          |
| Kreis Marienberg           | Marienberg           |
| Kreis Oelsnitz             | Oelsnitz             |
| Kreis Plauen-Land          | Plauen               |
| Kreis Reichenbach          | Reichenbach/O.L.     |
| Kreis Rochlitz             | Rochlitz             |
| Kreis Schwarzenberg        | Schwarzenberg        |
| Kreis Stollberg            | Stollberg            |
| Kreis Werdau               | Werdau               |
| Kreis Zschopau             | Zschopau             |
| Kreis Zwickau-Land         | Zwickau              |